# Ellen Wilson
Ellen Louise Axson Wilson, född Axson 15 maj 1860 i Rome i Georgia, död 6 augusti 1914 i Vita huset i Washington, D.C., var en amerikansk konstnär och presidenthustru 1913–1914, gift med den amerikanske presidenten Woodrow Wilson i hans första äktenskap.

## Biografi
Ellen Wilson var dotter till en presbyteriansk präst. Efter att ha vårdat fadern fram till dennes självmord kom hon senare att studera vid Art Students League of New York, och fick medalj vid Parisutställningen för sitt porträttmåleri. Hon återvände därefter till Georgia, där hon gifte sig med Woodrow Wilson den 24 juni 1885; makarna fick tre döttrar. Hon följde maken under hans akademiska karriär vid Bryn Mawr College, Wesleyan University och Princeton University och ägnade sig åt sin konst i hemmet, vilket hon även fortsatte med som guvernörsfru i New Jersey 1911–1912 och som USA:s första dam 1913–1914, då flera av hennes verk auktionerades ut för välgörande ändamål. 
Som värdinna valde hon en mer anspråkslös stil för Vita husets sociala tillställningar, och paret hade inte någon bruklig installationsbal. Istället arrangerade hon fler privata middagar för makens politiska kontakter. Hon verkade också ideellt för att förbättra boendeförhållandena i Washingtons slumområden. Hon var förutom konst även intresserad av musik och litteratur.[källa behövs]
Hon avled i Vita huset av njurinflammation 6 augusti 1914 och begravdes i familjen Axsons familjegrav på Myrtle Hill Cemetery i Rome, Georgia.